# Johann Jakob Kummer
Johann Jakob Kummer (Wynau, 3 oktober 1828 - Bern, 19 januari 1913), was een Zwitsers politicus en dominee.

## Opleiding en vroege carrière
Johann Jakob Kummer studeerde van 1848 tot 1851 theologie in Bern. Tijdens zijn studententijd was hij al radicaal-liberaal. Van 1851 tot 1858 was hij assistent-predikant (Vikar) bij diverse Evangelisch-Gereformeerde kerkgemeenten in het kanton Bern. De conservatieve regering hield zijn verkiezing tot dominee echter tegen. Pas na de verkiezingsoverwinning van de Radicale Partij (voorloper van de huidige Vrijzinnig Democratische Partij in 1858 volgde zijn verkiezing tot dominee. In zijn functie als dominee, en sinds 1862, als pedagoog werkte hij tot 1862 in Huttwil.

## Regeringsraad
Johann Jakob Kummer was van 1862 tot 1873 lid van de Regeringsraad van het kanton Bern. Hij beheerde het departement van Onderwijs en drukte een herziening van de onderwijswet van 1834 door. Ook zorgde hij voor de benoeming van Theodor Kocher als hoogleraar. Tijdens zijn ministerschap werd het geestelijken verboden om les te geven op lagere scholen. Deze maatregel leidde tot een verscherping van het conflict (Kulturkampf) tussen de rooms-katholieke minderheid in de Jura en Oud-Bern (Alt-Bern) en de protestantse meerderheid in het kanton Bern.
Johann Jakob Kummer was van 1 juni 1872 tot 31 mei 1873 voorzitter van de Regeringsraad (dat wil zeggen regeringsleider) van Bern.
Van 1874 tot 1880 was Kummer lid van de Grote Raad van Bern.
Kummer zette zich in voor een nieuwe wetgeving tegen alcoholmisbruik.

## Directeur van hetBondsbureau voor de Statistiek
Johann Jakob Kummer was 1873 tot 1885 directeur van het Bondsbureau voor de Statistiek. In die functie zette hij zich in voor de ontwikkeling van een nieuwe levensverwachtingsgrafiek.
In 1885 richtte hij het Federale Verzekeringsambt op, dat hij tot 1904 leidde. 
Johann Jakob Kummer overleed op 84-jarige leeftijd.

## Eredoctoraten
- Dr. h.c. in de filosofie - Universiteit van Bern (1873)
- Dr. h.c. in de medicijnen - Universiteit van Bern (1884)